# 鏡島村
鏡島村（かがしまむら）はかつて岐阜県稲葉郡に存在した村である。
現在の岐阜市西部に該当し、長良川の東岸・南岸である。
奈良時代、この地は乙津島と呼ばれていたという。伝承によれば、813年（弘仁4年）、嵯峨天皇の勅命を受けた空海がこの地に赴き、秘法を用いて龍神に向け鏡をかざしたところ、この地が桑畑に変わったという。このことからこの地を鏡島と名づけたという。

## 歴史
- 江戸時代、この地域は美濃国厚見郡に属し、天領（西鏡島村）、加納藩領（東鏡島村・江崎村）であった（幕末には西鏡島村も加納藩であったという資料もある）。
- 1872年（明治5年） - 東鏡島村と西鏡島村が合併し、鏡島村になる。
- 1889年（明治22年）7月1日 - 町村制により鏡島村が村制施行。
- 1897年（明治30年）4月1日[1] - 厚見郡、各務郡、方県郡の一部が合併して稲葉郡となる。
- 1897年（明治30年）4月1日 - 鏡島村、江崎村が合併して鏡島村となる。
- 1955年（昭和30年）2月11日 - 鏡島村が岐阜市に編入され、鏡島村は消滅する。

## 学校
- 鏡島村立鏡島小学校 （現・岐阜市立鏡島小学校）

## 交通
- 名古屋鉄道鏡島線
  - 東鏡島駅・弘法口駅・鏡島駅・港駅・合渡橋駅

## 旧跡・観光など
- 乙津寺
- 大河戸神社
- 小紅の渡し
- 河渡川の戦い跡（関ヶ原の戦いの前哨戦）